# Aricia sachalinensis
Aricia sachalinensis är en fjärilsart som beskrevs av Matsumura 1919. Aricia sachalinensis ingår i släktet Aricia och familjen juvelvingar. Inga underarter finns listade i Catalogue of Life.